# Trafikutskottet
Trafikutskottet (TU) är ett utskott i Sveriges riksdag. Utskottet bereder frågor om väg-, järnvägs-, sjö-, och lufttransporter, trafiksäkerhet, post- och telekommunikationer, informationsteknik (IT) samt forskningsverksamhet på kommunikationsområdet.
Utskottets ordförande är Ulrika Heie (C) och dess vice ordförande är Thomas Morell (SD).

## Lista över utskottets ordförande
| Namn | Namn                 | Ämbetsperiod | Politisk tillhörighet |
| ---- | -------------------- | ------------ | --------------------- |
|      | Sven Gustafson       | 1971–1976    | Folkpartiet           |
|      | Sven Mellqvist       | 1976–1979    | Socialdemokraterna    |
|      | Bertil Zachrisson    | 1979–1983    | Socialdemokraterna    |
|      | Kurt Hugosson        | 1983–1987    | Socialdemokraterna    |
|      | Birger Rosqvist      | 1987–1993    | Socialdemokraterna    |
|      | Sven-Gösta Signell   | 1993–1994    | Socialdemokraterna    |
|      | Monica Öhman         | 1994–2002    | Socialdemokraterna    |
|      | Jarl Lander          | 2002         | Socialdemokraterna    |
|      | Claes Roxbergh       | 2002–2006    | Miljöpartiet          |
|      | Anders Karlsson      | 2006–2007    | Socialdemokraterna    |
|      | Christina Axelsson   | 2007         | Socialdemokraterna    |
|      | Ibrahim Baylan       | 2008–2009    | Socialdemokraterna    |
|      | Lena Hallengren      | 2009–2010    | Socialdemokraterna    |
|      | Anders Ygeman        | 2010–2014    | Socialdemokraterna    |
|      | Karin Svensson Smith | 2014–2018    | Miljöpartiet          |
|      | Jens Holm            | 2018–2022    | Vänsterpartiet        |
|      | Ulrika Heie          | 2022–        | Centerpartiet         |

## Lista över utskottets vice ordförande
| Namn | Namn                   | Ämbetsperiod | Politisk tillhörighet | Notering              |
| ---- | ---------------------- | ------------ | --------------------- | --------------------- |
|      | Sven Mellqvist         | 1971–1976    | Socialdemokraterna    |                       |
|      | Carl-Wilhelm Lothigius | 1976–1979    | Moderaterna           |                       |
|      | Rolf Clarkson          | 1979–1994    | Moderaterna           |                       |
|      | Wiggo Komstedt         | 1994–1995    | Moderaterna           |                       |
|      | Per Westerberg         | 1995–1998    | Moderaterna           |                       |
|      | Sven Bergström         | 1998–2002    | Centerpartiet         |                       |
|      | Carina Moberg          | 2002–2006    | Socialdemokraterna    |                       |
|      | Elizabeth Nyström      | 2002–2006    | Moderaterna           | Andre vice ordförande |
|      | Jan-Evert Rådhström    | 2006–2014    | Moderaterna           |                       |
|      | Lars Hjälmered         | 2014         | Moderaterna           |                       |
|      | Jessica Rosencrantz    | 2014–2018    | Moderaterna           |                       |
|      | Anders Åkesson         | 2018–2022    | Centerpartiet         |                       |
|      | Magnus Jacobsson       | 2019–2022    | Kristdemokraterna     | Andre vice ordförande |
|      | Thomas Morell          | 2022–        | Sverigedemokraterna   |                       |